# Alfred Worden
Pour les articles homonymes, voir Worden.
 (octobre 2020).
Si vous disposez d'ouvrages ou d'articles de référence ou si vous connaissez des sites web de qualité traitant du thème abordé ici, merci de compléter l'article en donnant les références utiles à sa vérifiabilité et en les liant à la section « Notes et références ».
Alfred Merrill Worden est un astronaute et ingénieur américain né le 7 février 1932 à Jackson (Mississippi) et mort le 17 mars 2020 à Houston (Texas).
Il était le pilote du module de commande et de service Apollo Endeavour lors de la mission Apollo 15 en 1971 où il a pu faire 71 orbites lunaires.

## Biographie
En avril 1966, Alfred Worden est l'un des 19 du cinquième groupe d'astronautes sélectionnés par la NASA.

### Vols réalisés

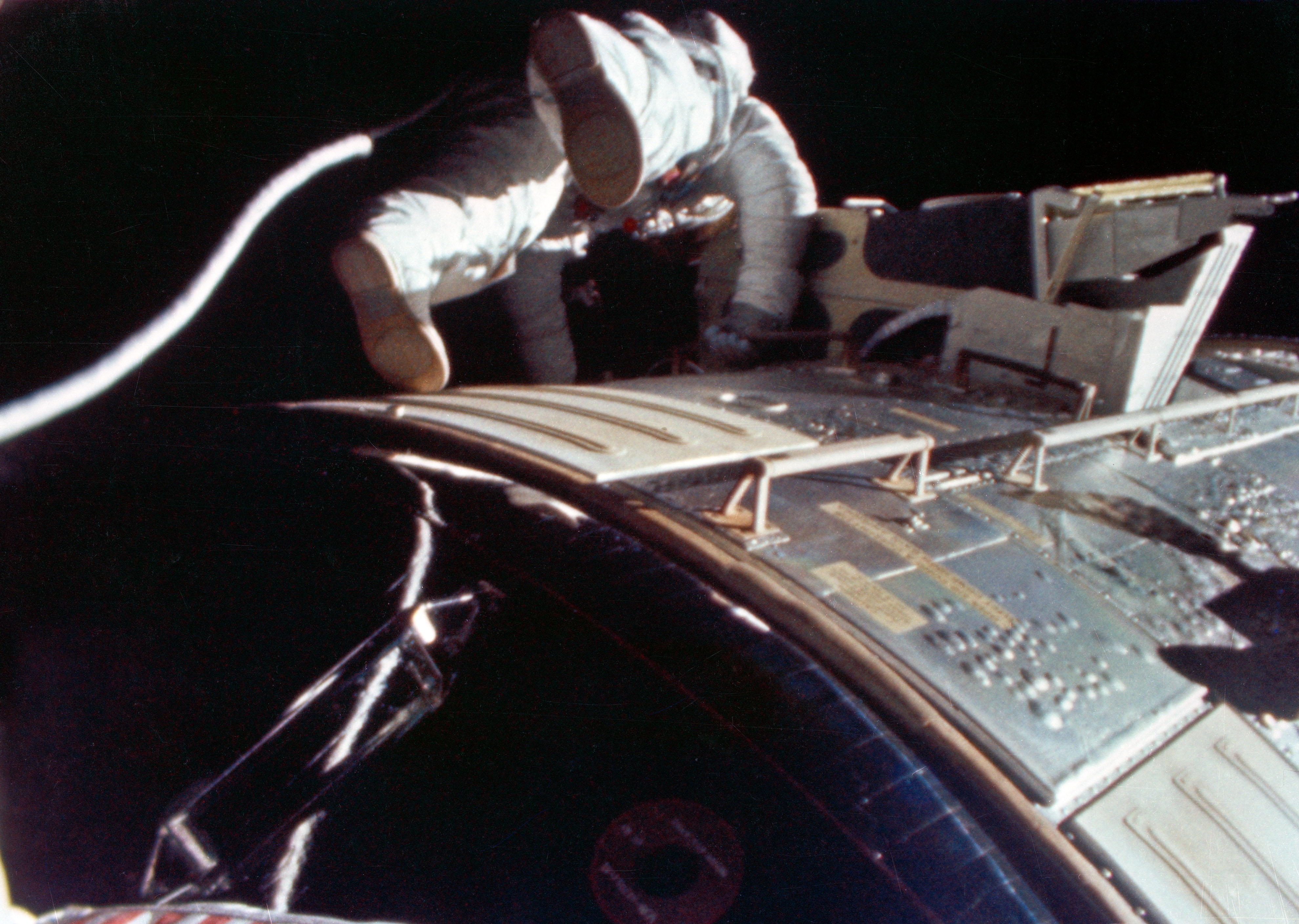
Alfred Worden lors de son EVA entre la Terre et la Lune, le 5 août 1971.

Alfred Worden réalise un unique vol à bord d'Apollo 15 du 26 juillet au 7 août 1971.
Le 5 août, alors que le vaisseau est sur le trajet de retour et qu'il se trouve à 317 000 km de la Terre, il effectue une sortie extravéhiculaire de 39 minutes, la toute première sortie translunaire de l'histoire, afin de récupérer dans le module de service des cassettes de photos de la surface lunaire, prises automatiquement pendant trois jours, alors qu'il tournait seul autour de notre satellite et que ses collègues Scott et Irwin exploraient sa surface.
À la suite du scandale du timbre d'Apollo 15, comme les deux autres membres de l'équipage, il est exclu des vols spatiaux.

## Galerie

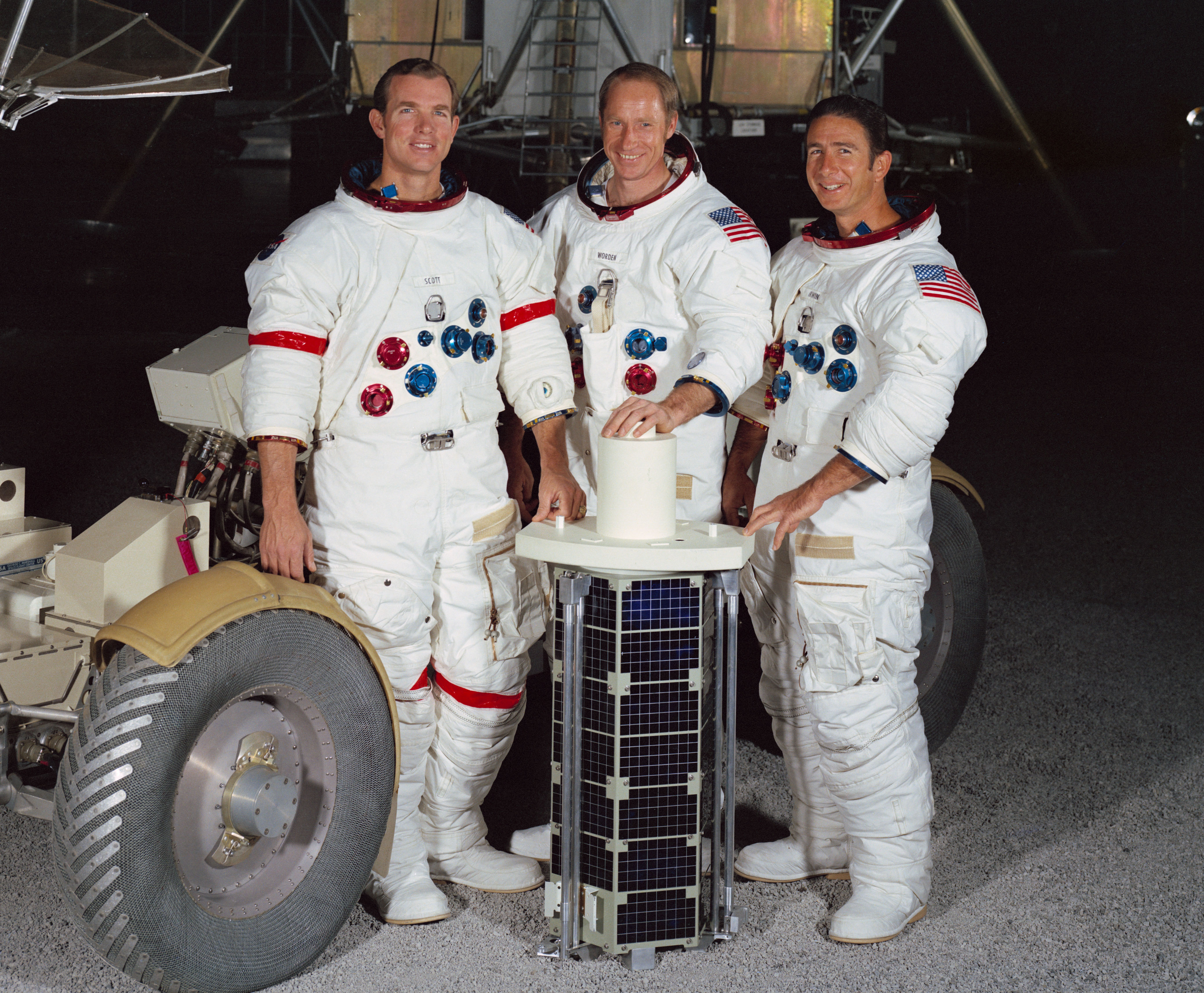
L'équipage d'Apollo 15 devant la « Jeep lunaire ».
- Alfred Worden en sortie extravéhiculaire lors d'Apollo 15. Il récupéra à l'extérieur de la capsule du matériel.